# المناصرة (المعافر)

تعديل مصدري - تعديل

المناصرة هي إحدى قرى مديرية المعافر بمحافظة تعز اليمنية، بلغ تعداد سكانها 913 نسمة حسب التعداد السكاني في اليمن في 2004.